# オキシカルボキシン
オキシカルボキシン(Oxycarboxin)は、殺菌剤として用いられる有機化合物である。アニリドの一種である。

## 利用
ダイズさび病菌等のサビキン目を制御するのに用いられる。

## 歴史
1966年から流通している。

## 合成
アセトアセトアニリドと2-メルカプトエタノールから合成される。